# مجلس المجاهدين الإندونيسيين
مجلس المجاهدين الإندونيسيين هي مظلة منظمة للجماعات الإسلامية الإندونيسية. خلال زلزال المحيط الهندي عام 2004 أنشأ المجلس مركز قيادة في قاعدة إسكندر مودا الجوية في مدينة باندا آتشيه «للمساعدة في إجلاء جثث الموتى وتوزيع المساعدات وتقديم التوجيه الروحي للناجين.»
مؤسس مجلس المجاهدين هو أبو بكر باعشير الزعيم السابق للجماعة الإسلامية. من بين الأعضاء المعروفين محمد إقبال الملقب بأبو جبريل الذي دعا الناس إلى «تدمير أمريكا وحلفائها وقتل أولئك الذين يدنسون الإسلام!» في تجمع عام في مايو 2005.
رداً على إعدام صدام حسين قال فوزان الأنشوري إنه يتعين على جورج بوش أن يحاكم أيضاً. وقال «بالنظر إلى الجرائم التي ألقى باللوم فيها على صدام، فمن الظلم إذا لم يمثل جورج بوش أمام محكمة دولية». «أُعدم صدام لقتله 148 شخصًا من المسلمين الشيعة العراقيين، بينما كان بوش مسؤولًا عن مقتل حوالي 600.000 عراقي منذ الغزو في مارس 2003».
في ديسمبر 2007 أفيد أن أعضاء مجلس المجاهدين تورطوا في هجمات على العديد من مساجد الأحمدية في إندونيسيا. كان الدافع وراء هذه الهجمات فتوى صدرت قبل شهر من قبل مجلس العلماء الإندونيسي ضد الجماعة التي وصفت على أنها البدعة.
في أغسطس 2008 استقال أبو بكر بشير من منصبه كزعيم أعلى للمجلس، متهماً أن البنية الديمقراطية الداخلية للجماعات تتناقض مع الإسلام، وذكر أنه ينبغي أن يتمتع بسلطة مطلقة داخل المنظمة.
عندما قامت الناشطة الكندية المسلمة الليبرالية إرشاد منجي بزيارة معهد الدراسات الإسلامية والاجتماعية في يوجياكرتا لإطلاق كتابها «الله والحرية والحب» في مايو 2012، هاجم المئات من أنصار المجموعة الحدث، مما أدى إلى إصابتها بجروح طفيفة إلى جانب مساعدها، بينما ضرب العشرات من الناس الآخرين.
تم تصنيف المجموعة كمنظمة إرهابية أجنبية من قبل الولايات المتحدة في 13 يونيو 2017.